# Conus harlandi
Espèce
Statut de conservation UICN

 LC  : Préoccupation mineure
Conus harlandi est une espèce de mollusques gastéropodes marins de la famille des Conidae.
Comme toutes les espèces du genre Conus, ces escargots sont prédateurs et venimeux. Ils sont capables de « piquer » les humains et doivent donc être manipulés avec précaution, voire pas du tout.

## Description
Holotype : 
- longueur 33 mm, largeur 17 mm, dans du sable près de lits d'herbes, à 60 pieds de profondeur au large de l'île d'Utila, Bay Islands, Honduras, 1986 - USNM 859883.

Paratypes : 
- deux spécimens, longueurs 11 et 26 mm, même localité et même profondeur que l'holotype, collection Harland ;
- vingt spécimens, même endroit que l'holotype, collection Sunderland ;
- deux spécimens, même localité - USNM 859907.

La longueur maximale enregistrée de la coquille est de 36 mm. 

## Distribution
Locus typicus : Île Utila, îles de la baie, Honduras, mer des Caraïbes occidentale.
Cette espèce est présente dans la mer des Caraïbes au large du Belize et du Honduras et aussi loin au sud que le Costa Rica.

### Niveau de risque d’extinction de l’espèce
Selon l'analyse de l'UICN réalisée en 2011 pour la définition du niveau de risque d'extinction, cette espèce est endémique à une courte longueur de côte allant du sud du Belize à l'est du Honduras et aux îles Bay. Il n'y a pas de menaces connues. Cette espèce est classée dans la catégorie préoccupation mineure.

## Taxonomie

### Publication originale
L'espèce Conus harlandi a été décrite pour la première fois en 1987 par le malacologiste américain Edward James Petuch dans la publication intitulée « Charlottesville, Virginia: The Coastal Education and Research Foundation »,.

### Synonymes
- Conus (Stephanoconus) harlandi Petuch, 1987 · appellation alternative
- Protoconus harlandi (Petuch, 1987) · non accepté
- Tenorioconus harlandi (Petuch, 1987) · non accepté